# 菲代勒·蒙加爾
菲代勒·阿卜杜勒卡里姆·蒙加爾（法語：Fidèle Abdelkérim Moungar；1948年—）是一位查德醫生和資深政治家，曾在1993年4月7日—11月6日擔任查德總理，目前他是乍得左翼反對黨乍得团结和社会主义行动的秘書長。

## 外部連結
- Africa Database